# AEW Full Gear
AEW Full Gear is een jaarlijkse professioneel worstel-pay-per-view (PPV) evenement dat georganiseerd wordt door de Amerikaanse worstelorganisatie All Elite Wrestling (AEW). Het evenement debuteerde in 2019, rondom Veterans Day. Full Gear wordt beschouwd als een van AEW's "Big Four" pay-per-views samen met Double or Nothing, All Out en Revolution.

## Geschiedenis
In januari 2019, kort na de oprichting van AEW, was er een serie genaamd Being The Elite begonnen met "Hangman" Adam Page en een aflevering was getiteld als "Full Gear". In het segment is Page altijd in zijn volle in-ring uitrusting. Door deze benaming bekwam Full Gear een pay-per-view evenement in november 2019 en was meteen de inaugurele evenement van Full Gear, dat plaats vond in het Royal Farms Arena. AEW President en CEO Tony Khan beschouwd Full Gear als een van AEW's "Big Four" pay-per-views samen met Double or Nothing, All Out en Revolution.

## Evenementen
| Evenement      | Datum            | Stad                  | Locatie           | Main Event                                                                              |
| -------------- | ---------------- | --------------------- | ----------------- | --------------------------------------------------------------------------------------- |
| Full Gear 2019 | 9 november 2019  | Baltimore, Maryland   | Royal Farms Arena | Jon Moxley vs. Kenny Omega in een unsanctioned Lights Out match                         |
| Full Gear 2020 | 10 november 2020 | Jacksonville, Florida | Daily's Place     | Jon Moxley (c) vs. Eddie Kingston in een "I Quit" match voor het AEW World Championship |
| Full Gear 2021 | 6 november 2021  | St. Louis, Missouri   | Chaifetz Arena    | N.T.B.                                                                                  |